# Diplazium lonchophyllum
Diplazium lonchophyllum là một loài thực vật có mạch trong họ Woodsiaceae. Loài này được Kunze miêu tả khoa học đầu tiên năm 1839.